# Marjan Groot
Marjan Hester Groot (* 1959; † 4. Juni 2019 in Heerhugowaard) war eine niederländische Kunsthistorikerin und Designforscherin.

## Leben und Wirken
Groot studierte Kulturanthropologie und Kunstgeschichte in Amsterdam und Leiden. Sie promovierte 2004 in Geisteswissenschaften an der Universität Leiden.
Marjan Groot unterrichtete ab 1990 Angewandte Kunst und Design im Studiengang Kunstgeschichte der Universität Leiden. In den Jahren 2008 bis 2013 übernahm sie die Studiengangsleitung für Kunstgeschichte. Im Juni und Juli 2003 war sie Forschungsstipendiatin an der Florida International University. Ab 2016 unterrichtete sie die Geschichte des westlichen Designs und der dekorativen Künste als außerordentliche Professorin und Senior Lecturer an der Vrije Universiteit Amsterdam.
Ihre Forschung umfasste alle Formen der angewandten Kunst mit dem Schwerpunkt auf das niederländische Kunstgewerbe sowie die modernistische Bewegung zwischen 1880 und 1940. Sie war eine Vorreiterin bei Themen wie „Frauen und Design“ sowie „Gender und Design“ und veröffentlichte eine Vielzahl von Artikeln und Büchern. Ihr Hauptwerk Vrouwen in de vormgeving in Nederland 1880–1940 ist das Standardwerk auf diesem Gebiet.
Groot kurierte zahlreiche Ausstellungen. Dabei rückte sie insbesondere auch wenig beachtete Künstlerinnen in das Licht der Öffentlichkeit. Sie war Mitglied des Redaktionsausschusses von Stedelijk Studies, der wissenschaftlichen Online-Zeitschrift des Stedelijk Museums.

## Veröffentlichungen (Auswahl)
- mit Frans Haks, Han Steenbruggen, Titus M. Eliens: De Ploeg verzameld in het Groninger Museum, Groninger Museum, Groningen, 1993, ISBN 978-90-71691-21-8
- mit Frans Haks, Han Steenbruggen, Titus M. Eliens: De Ploeg zusammengestellt im Groninger Museum, Groninger Museum, Groningen, 1993, ISBN 978-90-71691-21-8
- Chris Wegerif en Agathe Wegerif-Gravestein (1867–1944), meubel-, textiel- en bouwkunst 1896–1920, Historisch Museum Apeldoorn, Apeldoorn, 1995.
- mit Titus Eliëns, Frans Leidelmeijer (Hrsg.): Kunstnijverheid in Nederland 1880–1940, V+K Publishing/Inmerc, 1997, ISBN 978-90-6611-601-6
- mit Titus Eliëns, Frans Leidelmeijer (Hrsg.): Avant-garde design: Dutch Decorative Arts, 1880–1940, Battledore Ltd./V+K Publishing, Kingston NY/Bussum, 1997, ISBN 978-0-9627110-2-2
- mit Hanneke Oosterhof: Textielkunstenaressen, art nouveau, art deco 1900–1930, Gids Nederlands Textielmuseum, Tilburg, 2005.
- Vrouwen in de vormgeving in Nederland 1880–1940, 010 Publishers, 2007, ISBN 978-90-6450-521-8 Leseprobe
- mit Ingeborg de Roode: Wonen in de Amsterdamse School: ontwerpen voor het interieur 1910–1930, Thoth, Uitgeverij Vrijdag, 2016, ISBN 978-90-6868-698-2
- mit Ingeborg de Roode: Living In The Amsterdam School. Designs For The Interior 1910–1930, Thoth, Uitgeverij Vrijdag, 2016, ISBN 978-90-6868-699-9
- mit Helena Seražin, Caterina Franchini, Emilia Garda (Hrsg.): MoMoWo: Women Designers, Craftswomen, Architects and Engineers between 1918 and 1945, Založba ZRC, Ljubljana, 2017, ISBN 978-961-05-0033-9